# Великобагачанська селищна рада
Великобагачанська селищна рада — орган місцевого самоврядування у Миргородському районі Полтавської області з центром у селищі міського типу Велика Багачка.
Утворена у 1923 році.

## Населені пункти
- смт Велика Багачка
  - село Багачка Перша
  - село Байрак
  - село Балюки
  - село Буряківщина
  - село Бутова Долина
  - село Володимирівка
  - село Гарнокут
  - село Довгалівка
  - село Затон
  - село Іванівка
  - село Мала Решетилівка
  - село Мар'янівка
  - село Перекопівка
  - село Пилипенки
  - село Пушкареве
  - село Радивонівка
  - село Семенівка
  - село Степанівка
  - село Стефанівщина
  - село Шепелі [2]
  - село Широке
  - село Якимове

## Пам'ятки
На території селищної ради, на лівому березі річки Псел між селищем Велика Багачка та селами Затон і Байрак розташований ландшафтний заказник місцевого значення «Байраківський».